# Rio de San Gerolamo
Ne doit pas être confondu avec Rio de San Girolamo.

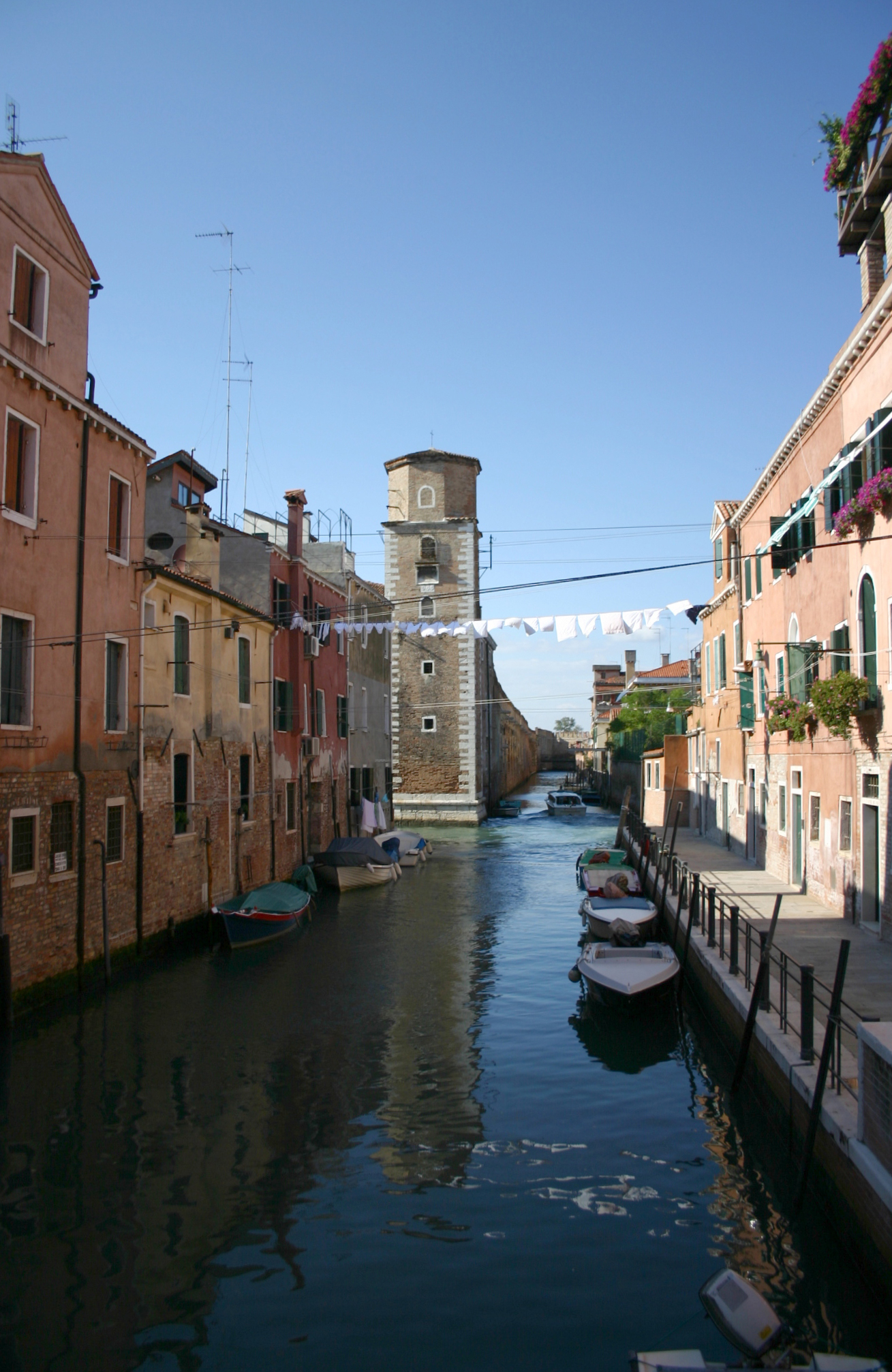
Vue vers le nord du Ponte Nuovo avec la tour SS. Pierre-et-Paul

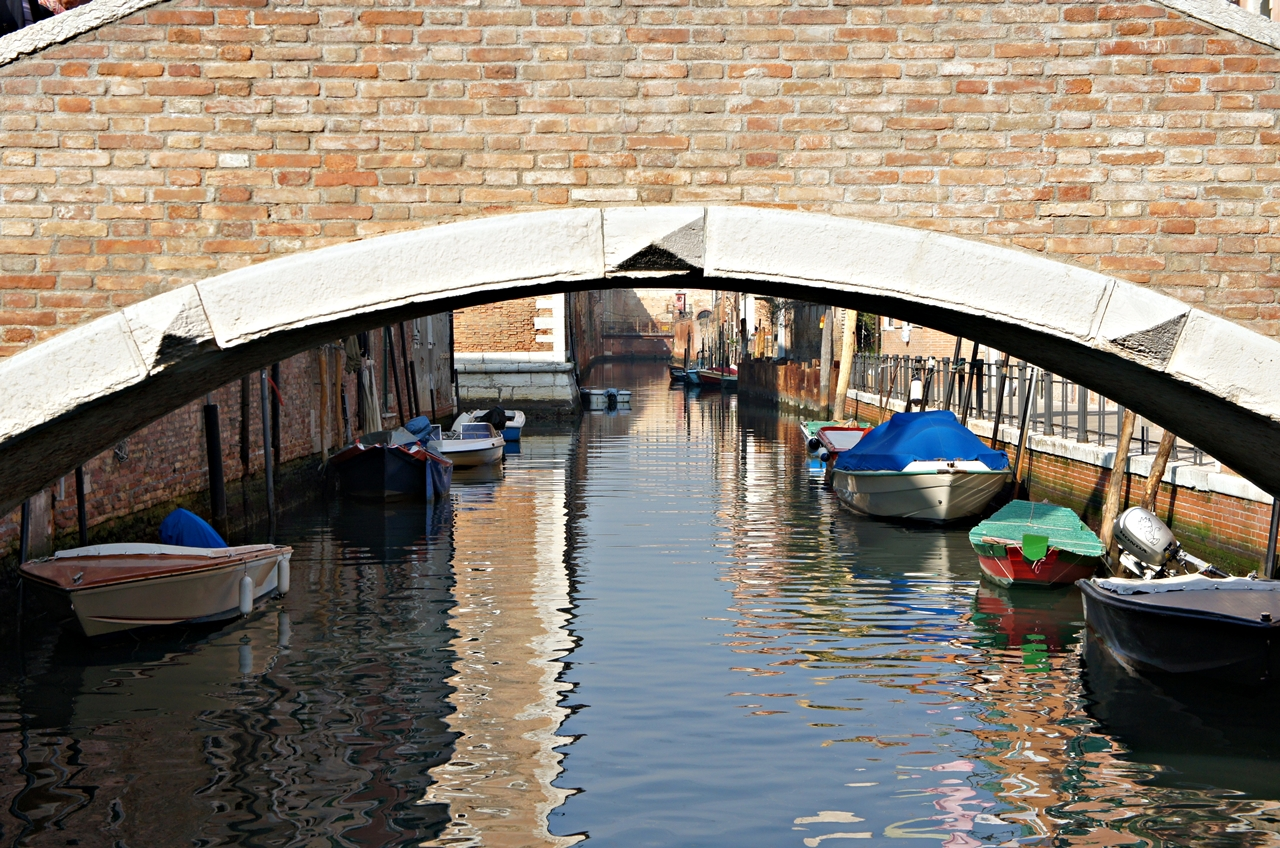
Vue sous le ponte Novo

Le rio de San Gerolamo (canal de Saint-Jérôme) est un canal de Venise dans le sestiere de Castello. Ce canal est parfois mentionné sous le nom ancien de rio di San Daniele alors que ce dernier est en fait le canal parallèle (le Riello).

## Description
Le rio de San Gerolamo a une longueur de 341 mètres. Il relie le rio della Tana vers le nord, puis vers l'est au rio delle Vergini (Venise).

## Origine
Lors de sa venue à Venise en 1807, Napoléon donna le feu vert aux travaux de construction des jardins publics de Castello, à l'enfouissement du rio di San Domenico et à la démolition de nombreux bâtiments civils et religieux. Pour garantir la viabilité des rii, il mit en communication le rio della Tana avec le tronçon du rio di Sant'Anna exclu de l'enfouissement. En 1809, quelques maisons de la congrégation de San Gerolamo furent démolies, d'où le nom de ce canal.

## Situation
Ce rio longe :
- l'Arsenal de Venise sur son flanc ouest et nord.